# 青年の肖像
『青年の肖像』(せいねんのしょうぞう、イタリア語: Ritratto di giovane uomo)、または『若者の肖像』 は、サンドロ・ボッティチェッリ（1446–1510）に帰属される肖像画である。イタリア・ルネサンス絵画の例である。パネルにテンペラ で 1480年代初頭に描かれ (1482/1485年頃)  、現在はワシントンD.C. のナショナル・ギャラリーに収蔵されている。この絵は、1922年に美術史家のバーナード・ベレンソンによってボッティチェッリに帰属された。この作品の特徴として、ボッティチェッリの興味深い表現と、優雅な手のジェスチャーが含まれ、若年性関節炎 またはマルファン症候群の初期の描写として解釈している人もいる。